# La Poursuite du vent

La Poursuite du vent est un téléfilm français, en trois parties réalisé par Nina Companeez, diffusé sur France 2 en 1998.

## Synopsis
un fils devenue un riche homme d'affaires et il est retourner a Chartres afin de décrocher la mairie.

## Fiche technique
- Réalisation : Nina Companeez
- Scénario : Nina Companeez
- Producteur : Mag Bodard
- Photographie : François Lartigue
- Musique : Bruno Bontempelli
- Sociétés de production : Ciné Mag Bodard, Film Afrika Worldwide, France 2 (FR2) et S.E.P. Productions
- Société de distribution : Fiction Film & Television Limited
- Durée : 3 x 90 min
- Dates de diffusion :
  - le 30 novembre 1998 sur France 2 (première partie)
  - le 7 décembre 1998 sur France 2 (seconde partie)
  - le 14 décembre 1998 sur France 2 (troisième partie)

## Distribution
- Bernard Giraudeau : Charlie
- Mathieu Simonet : René
- Dominique Reymond : Viviane
- Valentine Varela : Clio
- Mathieu Carrière : David
- Alex Descas : Themba
- Maud Rayer : Reine
- Jean Gras : Raymond
- Claire Laroche : Marie-Rose
- Françoise Bertin : Angèle
- Jacques Dacqmine : Anselme Curiol
- Valérie Franco : Amélie
- Jean-François Vlerick : Thomas
- François Lalande : Colin Vieux
- Jacques Ebner : Colin jeune
- Jan Rouiller : Jean-Gab
- Isabel Karajan : Margot
- Patrick Palmero : Da Costa
- Mireille Mossé : Hermine
- Pascal Elso : Charles
- Pierre Le Rumeur : Lepage
- Alexandre Vallaeys : Sadko
- Marc Chouppart : l'abbé
- Smaïl Mekki : Fred
- Marie-France Santon : Geneviève